# Fabel vom klugen Wolf und den neun dummen Wölfen
Die Fabel vom klugen Wolf und den neun dummen Wölfen ist eine Fabel aus der Mitte des 3. Jahrtausends v. Chr. Sie ist auf sumerischen Keilschrifttafeln erhalten, die Schreiberschülern zur Übung dienten, und ist eines der ersten Schriftzeugnisse für menschlichen Humor, aber auch menschliche Verschlagenheit.

## Inhalt
Die Fabel erzählt kurz und ohne Details, dass neun Wölfe gemeinsam zehn Schafe hatten, die sie nicht gerecht aufteilen konnten. Sie gingen zum klugen Wolf, der ihnen folgende, ihm gefallende Lösung vorschlug: „Ihr seid neun und erhaltet eins, macht zehn. Ich bin allein und erhalte neun, macht ebenfalls zehn.“

## Hintergrund
Es handelt sich um eine der ältesten Fabeln der Literatur, sie ist noch älter als die alte indische Fabelsammlung Pancatantra. Der Titel der Fabel ist nicht überliefert. Der kluge Wolf ist in einer Übersetzung ein listiger Wolf und in einer anderen ein Fuchs.
Nach Hans Baumann wurde diese Fabel auch als mathematischer Lehrtext verwendet, mit dem „das Zusammenzählen auf anmutige Weise geübt wird“. Demnach behandelt sie das Kommutativgesetz der Addition (9 + 1 ist dasselbe wie 1 + 9).